# Karsimusjärvi (sjö i Kemijärvi, Lappland, 66,5 N, 27,22 Ö)
Karsimusjärvi är en sjö i kommunen Kemijärvi i landskapet Lappland i Finland. Arean är 44 hektar och strandlinjen är 3,33 kilometer lång. Sjön  ingår i Kemi älvs huvudavrinningsområde.   Den ligger omkring 65 kilometer öster om Rovaniemi och omkring 710 kilometer norr om Helsingfors. 